# HD 82660
HD 82660，又名BD-12 2926，SAO 155281、HR 3802，是一颗恒星，视星等为5.94，位于銀經246.7，銀緯27，其B1900.0坐标为赤經9h 28m 7.6s，赤緯-13° 27′ 27″。